# Кабаре літніх джентльменів

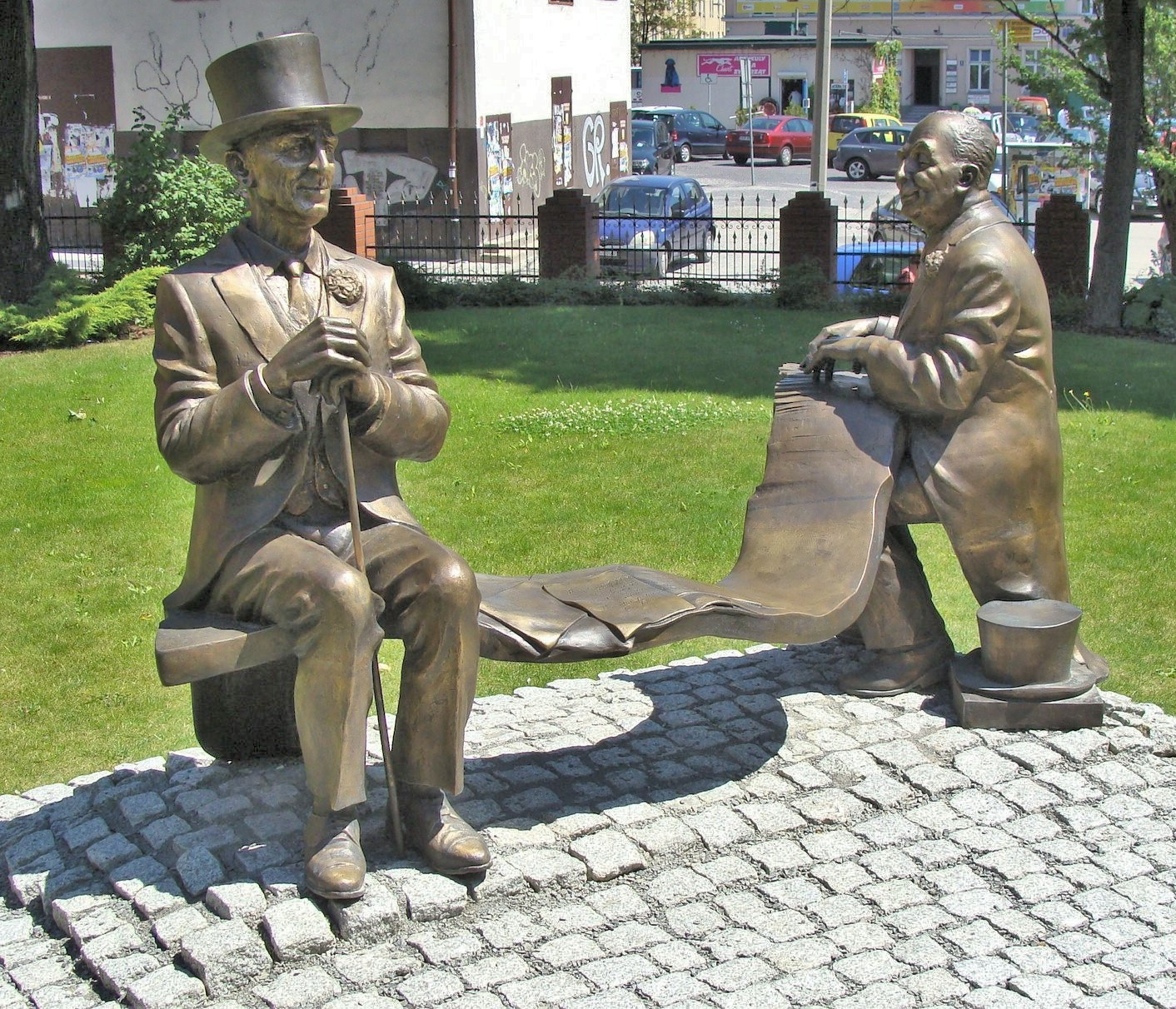
Двоє літніх джентльменів

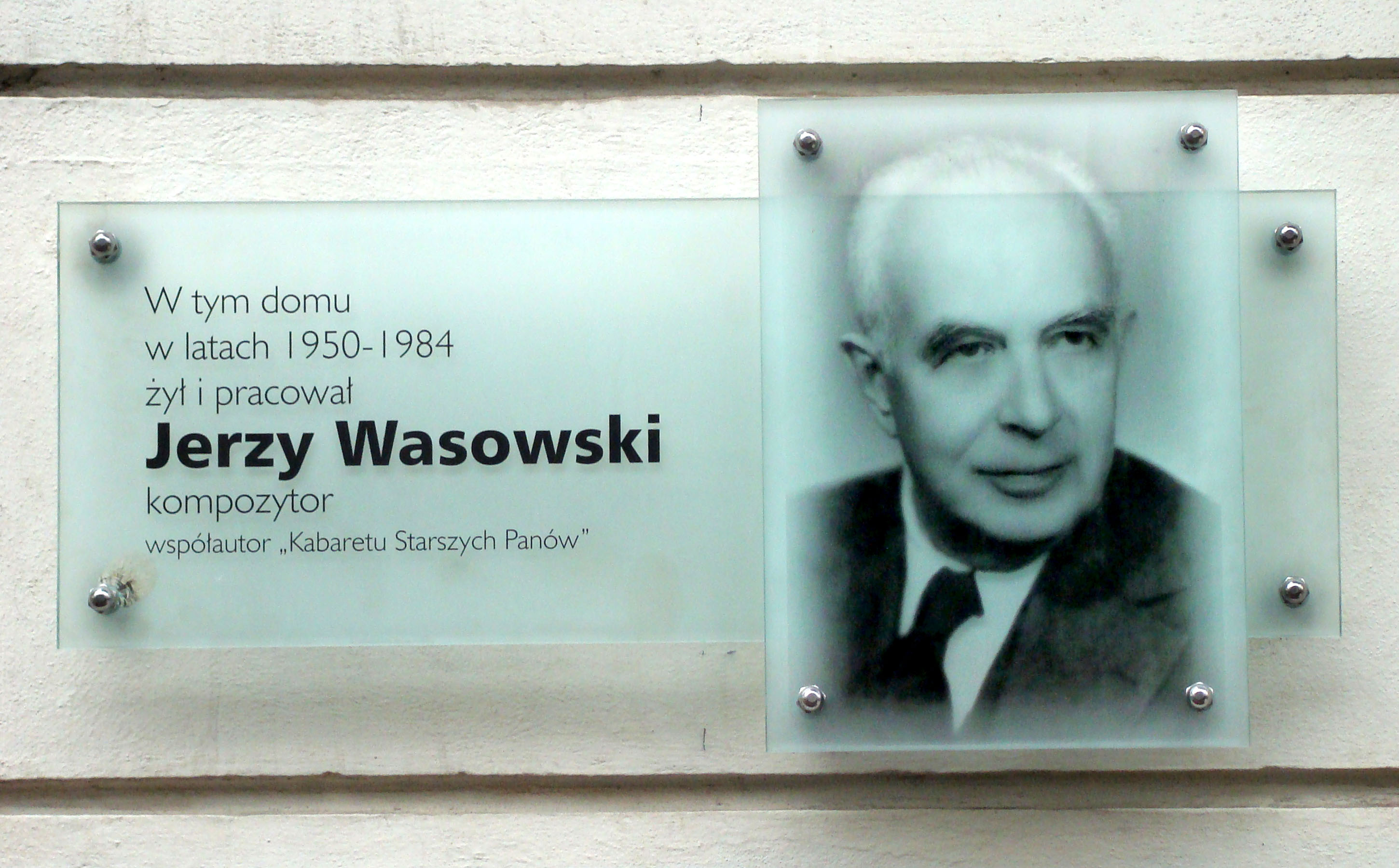
Єжи Васовскій— меморіальна дошка у Варшаві, вул. Вільча 11

Кабаре літніх джентльменів або «Кабаре літніх панів» (пол. Kabaret Starszych Panów) — програма польського телебачення, існувала в 1958–1966 роках.

## Історія телепрограми та її автори
1958 був роком, коли громадяни Польщі втратили всі надії на політичну відлигу розпочату восени 1956 року. Незважаючи на це, на польському телебаченні з'явилася програма, яка відразу отримала велику популярність, цією програмою було «Кабаре літніх джентльменів», створене двома друзями: Електроакустиком і композитором-аматором Єжи Васовскім (пол. Jerzy Wasowski, 1913–1984) і радіодиктором Jeremi Przybora (1915–2004 роки)
У програмі брали участь два старомодних, добродушних джентльмена, в циліндрах, візитках і штанях у смужку, що нагадують професора Хіггінса з п'єси Пігмаліон Бернарда Шоу, перенесених прямо з дев'ятнадцятого століття в Польщу шістдесятих років двадцятого століття.
Це були автори програми. У програмі вони зустрічали гостей, які приходили зі своїми турботами і мимоволі приводили джентльменів в збентеження. Коли джентльмени знаходили вихід з незручної ситуації, діалог переходив в безтурботну пісеньку, і знову всі посміхалися.
Автори створили тексти і музику для двадцяти програм.
Ніхто не знає, якими чином вдалося авторам обійти вимоги соцреалізму. Глядачі могли в недільний вечір відпочити від трактористів і будівельників. Але дружина першого секретаря голосно критикувала розмір декольте головної актриси.
Перші програми йшли прямо в ефір — тоді ще не було можливості запису зображення. Потім вже зображення записувалося методом телерекордінга — на вузькій кіноплівці. Тільки найостанніші програми дочекалися можливості запису на відеомагнітофон.
Сьогодні всі збережені програми, крім їх технічних недоліків, отримали статус культових шедеврів, продаються на CD і DVD дисках.
У 1964 році кінорежисер Казімєж Кутц створив повнометражний кінофільм «Спека» (Upał) з джентльменами та іншими акторами цієї програми.
Була основою одного з дудлів Google.

## Девіз програми
I znaleźliśmy się w wieku trudna rada
że się człowiek przestał dobrze zapowiadać
ale za to z drugiej strony cieszy się
że się również przestał zapowiadać źle
Starsi panowie, starsi panowie, starsi panowie dwaj
Już szron na głowie już nie to zdrowie a w sercu ciągle maj
Starsi panowie, starsi panowie, starsi panowie dwaj
Już szron na głowie już nie to zdrowie a w sercu ciągle maj